# 杉泽
杉泽（1991年-），本名李一帆，四川泸州人，国风美学画师。2013年毕业于四川大学艺术学院，代表作有《观山海》《洛煌笈》《黑白画意》等，正在创作“中国百鬼”“神魅百象”系列。

## 生平
1991年4月28日出生于四川省泸州市的一个远离城市的小镇。小镇保留着较为古老的民俗，这成为杉泽创作的源头。
大学期间，绘制完成大量的《山海经》异兽图，集成为画集《观山海》。
2012年4月15日，于四川大学艺术学院美术馆举办个人画展《呓》。
2014年，出版《黑白画意：专业手绘插画攻略》。
2018年，《观山海》画集再版，杉泽对部分内容进行了修改和重绘。

## 作品

### 图书
| 作品名                         | 作者                       | 出版年份 | 备注               |
| ------------------------------ | -------------------------- | -------- | ------------------ |
| 《黑白画意：专业手绘插画攻略》 | 杉泽                       | 2014     | 插画攻略           |
| 《洛煌笈》                     | 杉泽                       | 2014     | 水墨画作品集       |
| 《观山海》                     | 杉泽（绘图）、梁超（撰写） | 2017     | 《山海经》通俗读本 |
| 《洛煌笈：典藏》               | 杉泽                       | 2019     | 水墨画作品集       |

### 手办
| 作品名   | 作者 | 制作年份 | 备注 |
| -------- | ---- | -------- | ---- |
| 昆仑天团 | 杉泽 | 2020     |      |

## 评价
杉泽喜欢唐朝画家吴道子，喜欢画家董源、李成，他的画充满了东方意蕴，在创作时融入现代想法和理解，从新的角度去审视和解读传统典籍里的神话角色。他笔下的百鬼异兽，恢弘烂漫且瑰丽典雅，充满了天马行空无尽的想象。
杉泽画的异兽采取的是传统的、古朴的美术表现手法，对于大众来说欣赏门槛较高。而目前大家所熟知的妖兽形象大多是由现代视听语言构建而成，读者受西方艺术和日本文化影响较大，要么追求逼真、立体的效果，习惯强烈的视觉刺激；要么认同怪兽形象的二次元化。